# Jan Kuchta
Jan Kuchta (* 8. Januar 1997 in Liberec) ist ein tschechischer Fußballspieler.

## Karriere

### Verein
Kuchta begann seine Karriere bei Slavia Prag. Im November 2015 debütierte er gegen Bohemians Prag 1905 für die Profis von Slavia in der Synot Liga. Dies blieb in der Saison 2015/16 sein einziger Einsatz. Zur Saison 2016/17 wechselte er leihweise für eineinhalb Jahre zu den Bohemians. Während der Leihe kam er zu 21 Erstligaeinsätzen, in denen er allerdings ohne Torerfolg blieb. Im Januar 2018 wurde er an den Zweitligisten FK Viktoria Žižkov weiterverliehen. Für Viktoria kam er bis zum Ende der Saison 2017/18 zu zwölf Einsätzen in der FNL, in denen er viermal traf. Zur Saison 2018/19 schloss er sich leihweise dem Erstligisten 1. FC Slovácko, für den er bis zur Winterpause 14 Partien absolvierte. Die Rückrunde verbrachte er beim FK Teplice, für den er zu acht Einsätzen und drei Toren kam.
Zur Saison 2019/20 wurde Kuchta ein fünftes Mal verliehen, diesmal an Slovan Liberec. Nach 13 Einsätzen verpflichtete ihn Slovan im Februar 2020 fest. Insgesamt kam er zu 23 Einsätzen für den Klub aus Liberec, in denen er sechs Treffer erzielte. Zur Saison 2020/21 wurde der Stürmer von Slavia zurückgekauft. Dort gelang ihm in der ersten Saison nach seiner Rückkehr schließlich der Durchbruch, mit 15 Treffern in 27 Einsätzen wurde er gemeinsam mit Adam Hložek Torschützenkönig der höchsten tschechischen Spielklasse, mit Slavia gewann er das Double aus Pokal und Meisterschaft. In der Spielzeit 2021/22 erzielte er bis zur Winterpause in 16 Spielen neun Treffer.
Im Januar 2022 wechselte er nach Russland zu Lokomotive Moskau. Für die Moskauer kam er bis Saisonende zu zehn Einsätzen in der Premjer-Liga, in denen er dreimal traf. Zur Saison 2022/23 kehrte Kuchta leihweise nach Tschechien zurück und schloss sich Sparta Prag an.
Kurz nach Beginn der Saison 2024/25 wechselte Kuchta zum FC Midtjylland in die dänische Superliga.

### Nationalmannschaft
Kuchta spielte von der U-18 bis zur U-21 insgesamt 32 Mal für tschechische Jugendnationalauswahlen. Im Oktober 2021 gab er in der WM-Qualifikation gegen Wales sein Debüt in der A-Nationalmannschaft. Er nahm an der Europameisterschaft 2024 teil und kam dort zu zwei Einsätzen für sein Land.